# Левин, Владимир Анатольевич
Влади́мир Анато́льевич Ле́вин (род. 8 сентября 1952 года, Тула) — российский учёный-механик, профессор кафедры вычислительной механики механико-математического факультета МГУ им. М. В. Ломоносова, Заслуженный профессор Московского университета, Заслуженный деятель науки РФ (Указ Президента РФ № 416 от 10 сентября 2017 года), Почётный работник высшего профессионального образования РФ.

## Научная деятельность
Специалист в области механики деформируемого твёрдого тела, автор 325 научных работ, из них 8 монографий, 31 свидетельств на программу для ЭВМ. Под его руководством и ключевом авторском участии издан 5-томный цикл монографий (с предисловием академика Г. И. Марчука) «Нелинейная вычислительная механика прочности»(124 п.л.). Издание осуществлено по рекомендации Бюро Отделения энергетики, машиностроения, механики и процессов управления РАН.
Основным результатом В. А. Левина в области фундаментальной науки является теория многократного наложения больших деформаций. Теория на начальном этапе развивалась под патронатом академика Л. И. Седова. Теория позволила решить с учётом конечности деформаций новые промышленно востребованные (в рамках Индустрии 4.0) классы задач, в которых в процессе нагружения изменяются границы, граничные условия, включая задачи о добавлении или удалении частей тела, изменении свойства части материала тела. На её основе получены с учётом конечности деформаций и их перераспределении в процессе нагружения новые результаты, в том числе:
- в области теории прочности при конечных деформациях сформулирована модель развития дефекта в теле с учётом образования и эволюции зон предразрушения, впервые позволившая учесть перераспределение конечных деформаций при развитии дефекта и изменение свойств зоны предразрушения при её эволюции. Предложены варианты нелокального критерия прочности (нелокальный критерий Левина-Морозова[7]). Сформулированная модель позволила впервые описать вязкий рост трещин не нулевого раскрытия при конечных деформациях. Для теории прочности введено и обосновано понятие физического разреза[8];
- сформулирована модель для нового класса задач о телах с концентраторами напряжений и решены 2D и 3D задачи об образовании полостей и включений в нагруженном теле;
- модифицирована на случай перераспределения конечных деформаций классическая модель твердотельного фазового перехода, описывающая, образование устойчивых наноструктур;
- разработана методика оценки эффективных характеристик пористых материалов при конечных деформациях и их перераспределении, а также методика оценки эффективных характеристик композиционных материалов, включая слоисто-волокнистые, тканые, а также армированные эластомеры;
- получены точные решения ряда задач теории упругости при конечных деформациях и их перераспределении, включая задачи о последовательном соединении предварительно нагруженных частей тела: задачи об изгибе бруса, образованного путём соединения нескольких предварительно сжатых или растянутых слоёв (в том числе, и для моментной теории[9]); задачи о кручении составного стержня с предварительно деформированным включением; сформулировано обобщение задачи Ламе—Гадолина на случай конечных деформаций (задача Ламе-Гадолина-Левина) и получено её точное решение.

В. А. Левин — член Российского национального комитета по теоретической и прикладной механике, член c 1996г ASME (The American Society of Mechanical Engineers).
К юбилею В. А. Левина (65 лет) издан номер журнала (индексирован в Scopus) «Чебышевский сборник» Том 18, № 3 (2017).
К 70-летию В. А. Левина вышли статьи о нём в ведущих профильных журналах страны: «Известия Российской академии наук. Механика твердого тела», «Вычислительная механика сплошных сред», «Физическая мезмеханика», «Чебышевский сборник» и специальный номер в журнале «Continuum Mechanics and Thermodynamics.» S.I.: Nonlinear computational mechanics and related problems. Журнал из первого квартиля (Q1) Web of Science и Scopus. В номере разместили свои статьи ведущие ученые России и крупные специалисты из других стран (39 статей). Авторы статьи о В. А. Левине — Francesco Dell' Isola, Valery I Levitas, В. П. Матвеенко.

## СОЗДАНИЕ ПАКЕТА ФИДЕСИС
Ключевой результат В. А. Левина в области прикладной науки — созданный под его научно-техническим руководством промышленный пакет для прочностного анализа Фидесис. Пакет Фидесис является российским полнофункциональным пакетом нового поколения, делает ряд сегментов рынка прочностных расчётов в России (как минимум) не зависимым от пакетов зарубежных производителей, превосходит для наукоёмких задач по точности и производительности, имеющиеся пакеты, и, в ряде случаев, пакет станет единственным на мировом рынке, позволяющим проводить высококачественные расчёты для некоторых наукоёмких типов задач промышленности. К таким задачам относятся: прочностной анализ изделий, производимых с использованием аддитивных технологий; моделирование при создании новых материалов (включая «умные» материалы, материалы-конструкции, метаматериалы) и прочностной анализ элементов конструкций из них; моделирование поведения конструкций и сооружений при закритических сценариях нагружения. Учитывая востребованность в нашей стране пакета Фидесис, по инициативе и под научно-техническим руководством В. А. Левина создан облачный сервис для прочностного инженерного анализа для мирового рынка, ориентированный на массового пользователя (конструктора, дизайнера, сотрудника малого или среднего предприятия).
Впервые в мире в промышленном пакете кроме метода конечного элемента использован метод спектрального элемента, что даёт значительные преимущества по точности и быстродействию перед имеющимися западными разработками.
Пакет Фидесис включён в Единый реестр российского программного обеспечения (№ 2570), интегрирован с мировыми и российскими системами для инженерного проектирования. Пакет приобретён в виде лицензий рядом предприятий различных отраслей промышленности, включая малые и средние проектные и сервисные предприятия, в том числе предприятия горнодобывающей и нефтегазовой отрасли.
Пакет Фидесис используется в учебном процессе и научно-исследовательской деятельности профильными ВУЗами, включая МГУ им. М. В. Ломоносова, «СПб Горный университет», НИЯУ «МИФИ», НИТУ «МИСиС», Сколковским институтом науки и технологии, ВолГТУ, ИжГУ, ТулПГУ, ТвГУ, ДвФУ, УрФУ, ИрГУ, Ур. Горный университет, Альметьевский гос. нефтяной институт и для решения фундаментальных задач — ИМАШ РАН им. Благонравова, ИНГГ СО РАН им. А. А. Трофимука, Кольский НЦ РАН, ИФПМ СО РАН.
На базе пакета разработаны и разрабатываются под научно-техническим руководством В. А. Левина специализированные тиражируемые отраслевые решения.
В 2022г, после достижения 70-ти летия, Левин В. А. отошел от руководства проектом ФИДЕСИС, сосредоточившись на подготовке и издании (как редактор и ключевой автор) 16-ти томного цикла монографий «Нелинейная вычислительная механика прочности. Промышленная реализация и использование» с дополнительными томами.

## Семья
Женат. Семья имеет статус и удостоверение многодетной семьи. Шестеро детей, внук и внучка.

## Монографии
- Левин В. А. Многократное наложение больших деформаций в упругих и вязкоупругих телах (предисловие академика Л.И. Седова). — М.: МАИК Наука. Физматлит, 1999. — 223 с.
- Левин В. А., Зингерман К. М. Плоские задачи многократного наложения больших деформаций. Методы решения. — М.: Физматлит, 2002. — 272 с.
- Левин В. А., Морозов Е. М., Матвиенко Ю. Г. Избранные нелинейные задачи механики разрушения / Под ред. В. А. Левина. — М.: Физматлит, 2004. — 407 с.
- Левин В. А., Калинин В. В., Зингерман К. М., Вершинин А. В. Развитие дефектов при конечных деформациях. Компьютерное и физическое моделирование / Под ред. В. А. Левина. — М.: Физматлит, 2007. — 392 с.
- Нелинейная вычислительная механика прочности 5-ти томный цикл монографий (под. редакцией В. А. Левина) (Предисловие к 5-ти томному циклу монографий академика Г. И. Марчука). Издание осуществлено по рекомендации Бюро Отделения энергетики, машиностроения, механики и процессов управления Российской академии наук.
  - Том 1. Левин В. А. Модели и методы. Образование и развитие дефектов. М.: ФИЗМАТЛИТ, 2015—454 с.
  - Том 2. Левин В. А. , Вершинин А. В. Численные методы. Реализация на высокопроизводительных вычислительных системах. М.: ФИЗМАТЛИТ, 2015 — 543с.
  - Том 3. Левин В. А., Зингерман К. М. Точные и приближённые аналитические решения при конечных деформациях и их наложении. М.: ФИЗМАТЛИТ, 2016. — 393 с.
- Морозов Е.М., Левин В.А., Вершинин А.В. Прочностной анализ. Фидесис в руках инженера. — М.: URRS, 2015. — 400 с.